# Северна лига (Италија)
Северна лига (пуно име: Северна лига за независност Паданије; итал. Lega Nord per l'Indipendenza della Padania, LN) је италијански парламентарни политички покрет федералистичке оријентације.

## Историја

### Почетак
Дана 4. децембра 1989. створен је „Покрет Северна лига“ као унија више странака са севера Италије.
Покрет истиче се у наредним годинама, као један од најважнијих у северној Италији, што доводи њихове кандидате на неколико локалних власти, од којих неке веома важне као град Милано.
Године 1992, Северна лига успева да добије 80 места у италијанском парламенту у Риму: 25 сенатора и 55 депутата.

### Коалиција са десницом
Поводом општих избора у марту 1994, Северна лига склапа коалицију са бизнисменом Силвијем Берлусконијем, који је осново партију под називом Форза Италија(в.Напред Италијо), а обе су заједно формирале коалицију десног центра "Пол Слободе". Берлускони међутим води две коалиције с којим је створио владу, једну на северу (Пол Слободе) са Лигом, а другу на југу са Националном Алијансом и Хришћанско-демократским центром (Пол доброг управљања). Такво стање нестабилности води врло брзо до распада коалиције и изласка Лиге из владе, која након мало времена пада.

### Сепаратистичке тензије 1996.
Током избора 1996, Северна лига се кандидовала самостално и освојила рекордних 10,4% гласова у земљи, што је значило 87 посланика. Ова одлука је казнила нову Берлусконијеву коалицију десног центра и фаворизовала победу нове коалиције левог центра, под називом L'Ulivo(Маслина), коју је предводио Романо Проди. Због јаке подршке бирача (30% у Венету, 25% у Ломбардији), 15. септембра 1996, Северна лига,je радикализовала свој положај, предложила отцепљење северне Италије и сазвала демонстрације дуж реке По, које су се завршиле у Венецији са провокативним прогласом независности Паданије са стране лидера Лиге Умберта Босија:
Ми народи Паданије свечано изјављујемо: Савезна Република Паданија је независна и суверена. Нудимо, једни другима, узајамно залог наше животе, наша богатства и нашу свету част.— Умберто Боси, 15. септембар 1996

### Нова коалиција са десницама
У наредним изборима Лига је трпела сталан пад одазива бирача (2001 освајавши једва 3,9% гласова), што је приморало странку да се врати у погодбу са партијама десног центра. На изборима 2001, Лига је учествовала на изборима у коалицији "Кућа слобода", која је победила изборе и формирала нову владу.
На европским изборима 2004 и на регионалним 2005, Лига се опоравила од изборног колапса и добила прво 4,9%(2004) па 5,6%(2005) укупних гласова.
На националним изборима за Скупштину 2006. године, Лига је освајила 4,5% преференција, иако ће десничарска коалиција изгубити те изборе.
На општим изборима 2008. Лига се представила у коалицији са Народом слободе и Покретом за аутономију Југа.
Овај пут долази до одлучног пораста: 8,30% гласова за Дом посланика и 8,06% за Сенат.

### У влади: 2008—2011
Године 2010. на регионалним изборима, Лига добија 35,5% гласова у Венету и укупно више од 9% гласова на националном нивоу. Добија чак унутар десничарске коалиције места председника Венета и Пијемонта. 
Лега је до краја подржавала владу Силвија Берлусконија која је међутим пала у новембру 2011.

### Монтијева влада, Босијева оставка и избори 2013.
После пада Берлусконија, проф.др. Марио Монти је формирао нову технократску владу. Северна лига је одбила да подржи ову владу и прешла је у опозицију.
Међутим откриће финансијских малверзација почетком априла 2012. је изазвало оставку историјског лидера и секретара Умберта Босија.
На изборима 2013. Лига је поново изашла у коалицији са партнерима из десног центра. Обележила је јак пад бирачког тела и освојила 4,1% гласова у Дому и 4,3% у Сенату. Међутим успела је да победи регионалне изборе за председника Ломбардије где је Лигин кандидат био нови секретар Роберто Марони.

## Ставови
Тренутно, Северна лига брани пројекат фискалног федерализма и противи се ратификацији Лисабонског споразума. Промовише борбу против екстраевропске(а потајно и европске) имиграције у Италији.
Позната је по својим антимуслиманским ставовима и била је једна од ријетких странака у Италији која се противила НАТО бомбардовању Србије, проглашењу независности Косова и учествовању Италије у НАТО агресији на Либију. Интересантно је такође што је председник Лиге у Европском Парламенту Марио Боргецио поводом хапшења генерала Младића, изјавио да за њега он није ратни злочинац него патриота, да је процес против њега политичко насиље и да су Срби могли зауставити продирање ислама у Европу.

## Галерија
- Пропагандни летак Северне Лиге са насликаним Умертом Босијем и натписом:
"Даље од Рима ближе теби".
- Манифестација "легиста" у Венету.
- Симбол Сунца Алпи је изабран као застава Паданије.
- Историјски лидер Северне лиге Умберто Боси.
- Карта Паданије на мапи Италије.

## Изборни резултати
|                                             | Гласови                         | %         | Посланичка места |     |
| Европски избори 1984. (Покрет Северна лига) | 164.115                         | 0,47      | 0                |     |
| Европски избори 1989.                       | 636.242                         | 1,83      | 2                |     |
| Избори 1992.                                | Дом посланика                   | 3.395.384 | 8,65             | 55  |
| Сенат                                       | 2.732.461                       | 8,20      | 25               |     |
| Избори 1994.                                | Дом посланика                   | 3.235.248 | 8,36             | 117 |
| Сенат                                       | унутар коалиције „Пол слободе"  | -         | 60               |     |
| Европски избори 1994.                       | 2.162.586                       | 6,56      | 6                |     |
| Избори 1996.                                | Дом посланика                   | 3.776.354 | 10,07            | 59  |
| Сенат                                       | 3.394.733                       | 10,41     | 27               |     |
| Европски избори 1999.                       | 1.391.595                       | 4,49      | 4                |     |
| Избори 2001.                                | Дом посланика                   | 1.464.301 | 3,94             | 30  |
| Сенат                                       | унутар коалиције „Кућа слобода" | -         | 17               |     |
| Европски избори 2004.                       | 1.615.834                       | 4,96      | 4                |     |
| Избори 2006. (листа ЛН-МпА)                 | Дом посланика                   | 1.747.730 | 4,58             | 26  |
| Сенат                                       | 1.530.667                       | 4,48      | 14               |     |
| Избори 2008.                                | Дом посланика                   | 3.026.844 | 8,3              | 60  |
| Сенат                                       | 2.644.248                       | 8,1       | 26               |     |
| Европски избори 2009.                       | 3.126.915                       | 10,2      | 9                |     |
| Избори 2013.                                | Дом посланика                   | 1.390.156 | 4,08             | 18  |
| Сенат                                       | 1.328.555                       | 4,33      | 18               |     |
| Европски избори 2014.                       | 1 688 197                       | 6,15      | 5                |     |